# Fritz Overbeck
Pour les articles homonymes, voir Overbeck.
Fritz Overbeck ou August Friedrich Overbeck (né le 15 septembre 1869 à Brême - mort le 7 juin 1909 à Bröcken) est un peintre allemand.
Overbeck, de 1889 à 1893, fit ses études à l'Académie des beaux-arts de Düsseldorf. Otto Modersohn parvint ensuite à le convaincre de se joindre à la « communauté d'artistes » (Künstlerkolonie) qui venait de voir le jour à Worpswede. Il peignit beaucoup de paysages de marais à cette époque.